# Peter Pau
Peter Pau Tak-Hei (chinês tradicional: 鮑德熹, 1951) é um diretor de fotografia hong-konguês. Venceu o Oscar de melhor fotografia na edição de 2001 por Wòhǔ Cánglóng. Membro da Associação de Cinematografia de Hong Kong, o asteroide 34420 Peterpau foi intitulado dessa forma em sua homenagem.